# Grünlandbereiche östlich von Brensbach

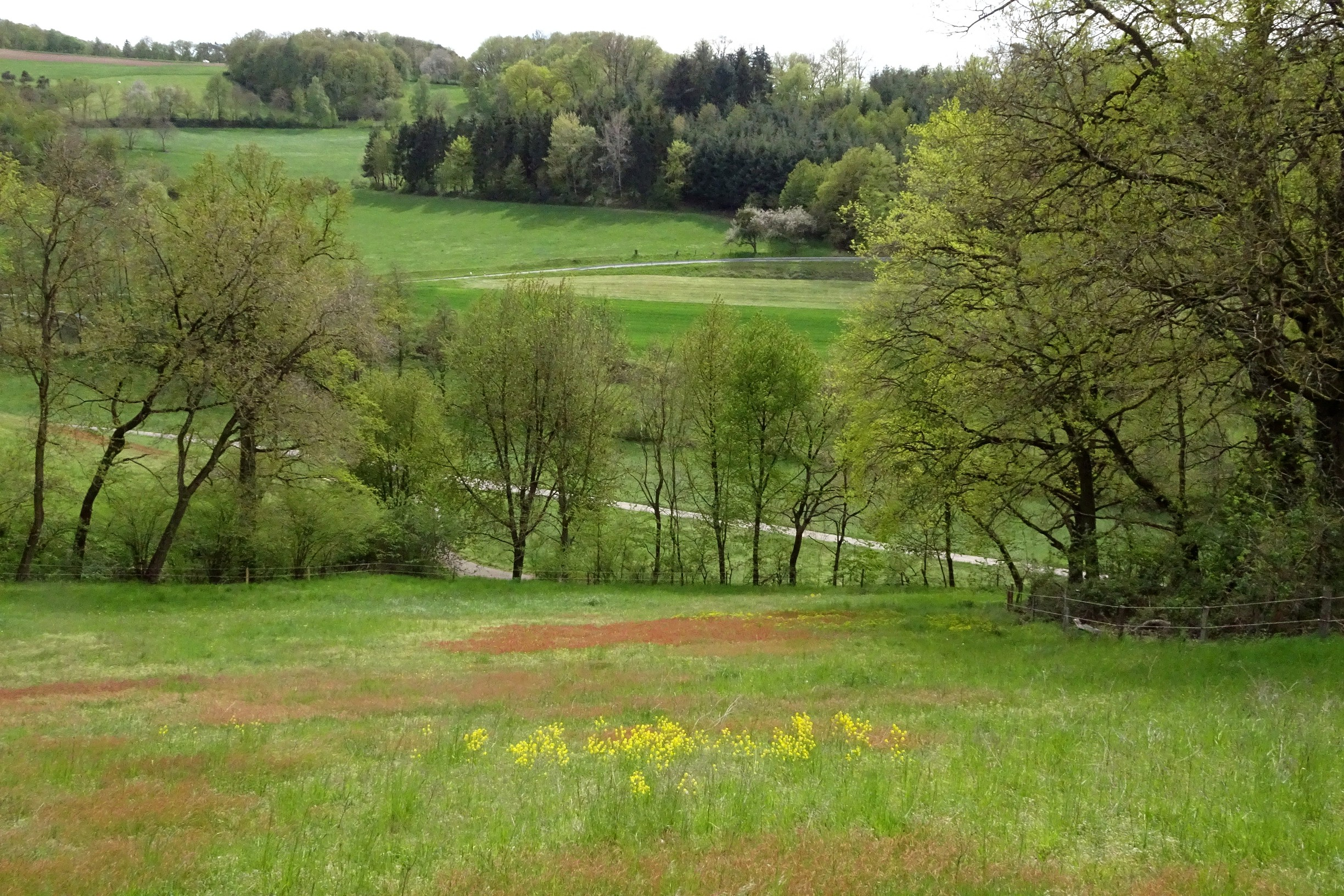
Magerwiesen im Brensbachtal mit Kleinem Sauerampfer (2021)

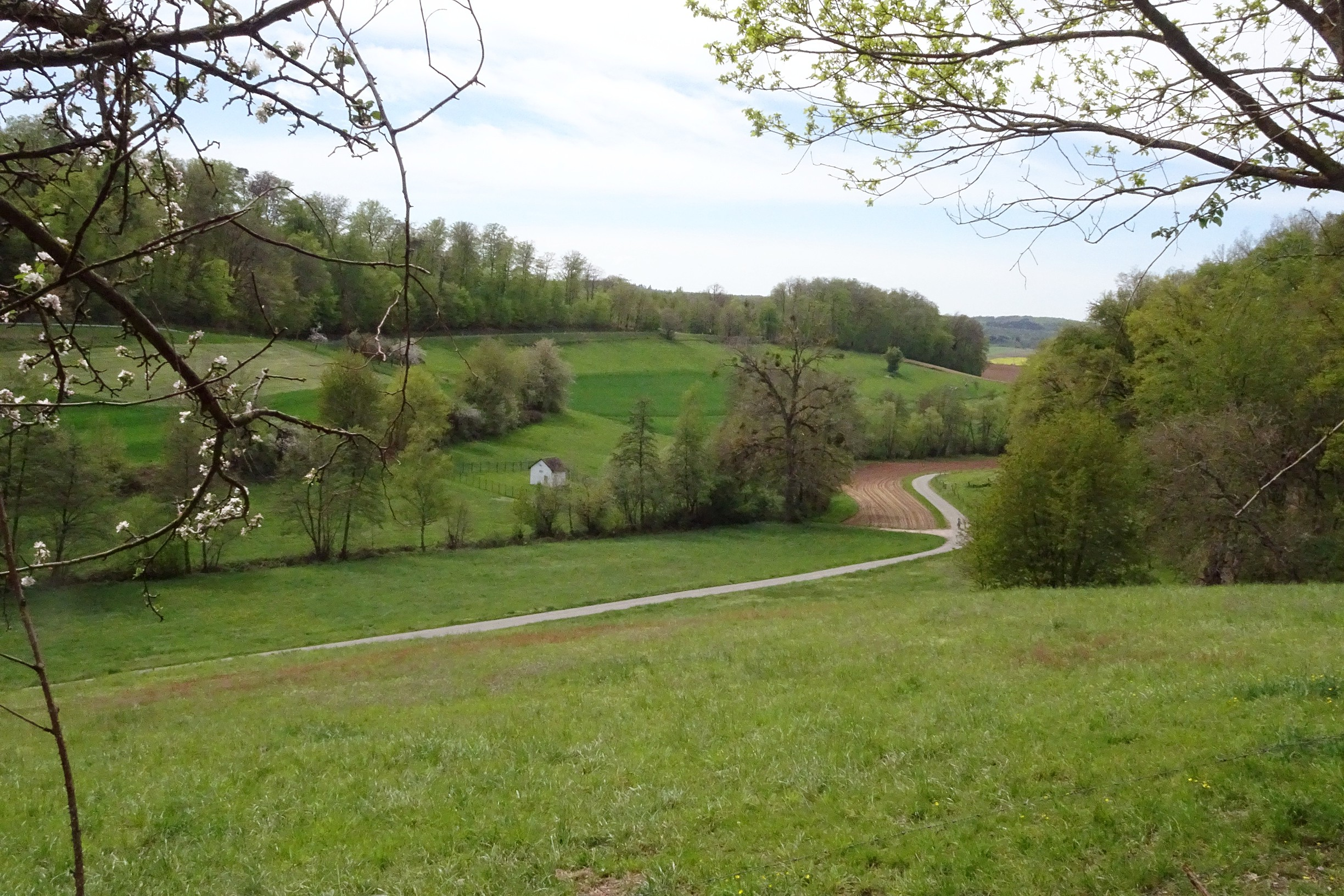
Galeriewald im Brensbachtal (2021)

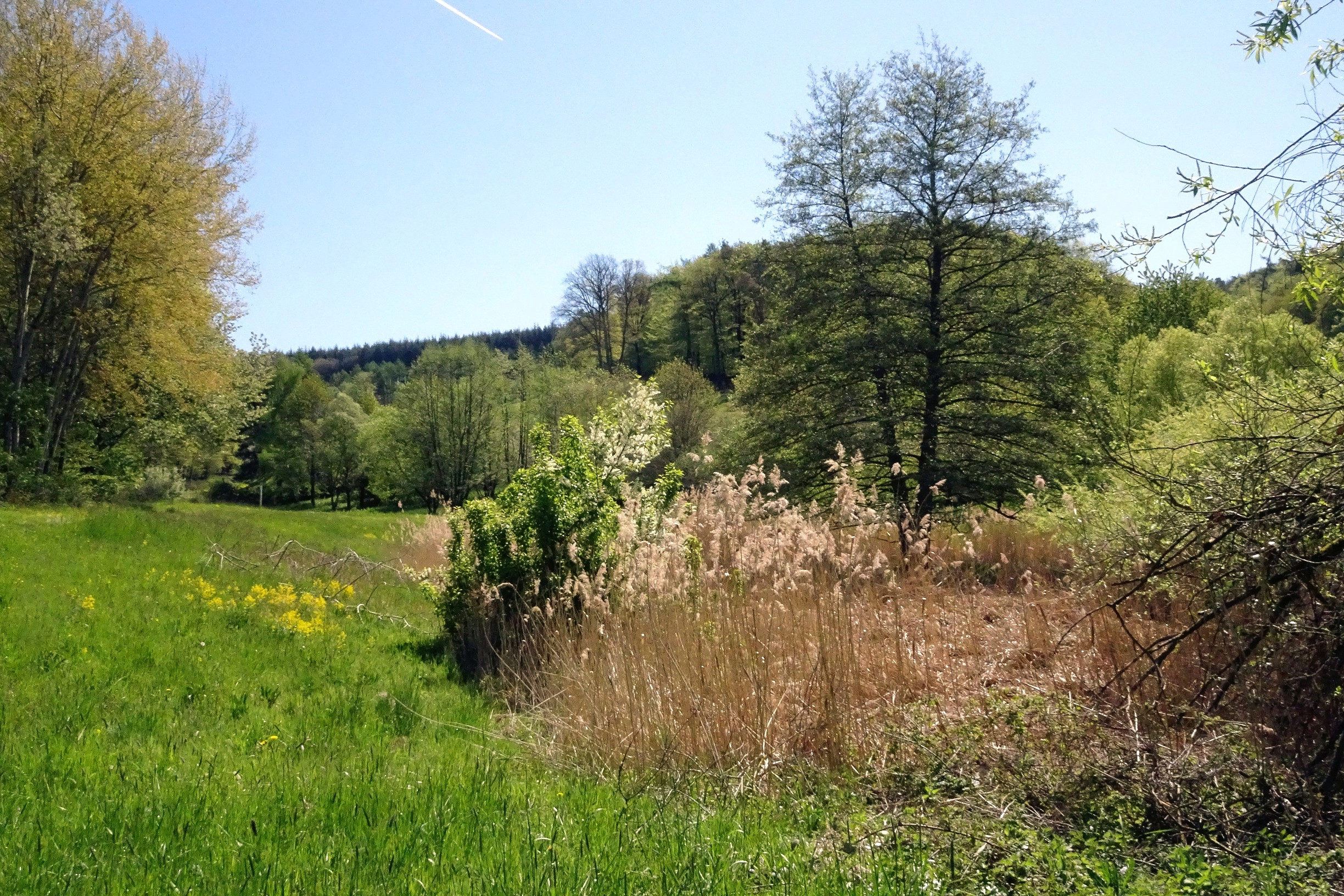
Oberlauf des Matzbachs (2021)

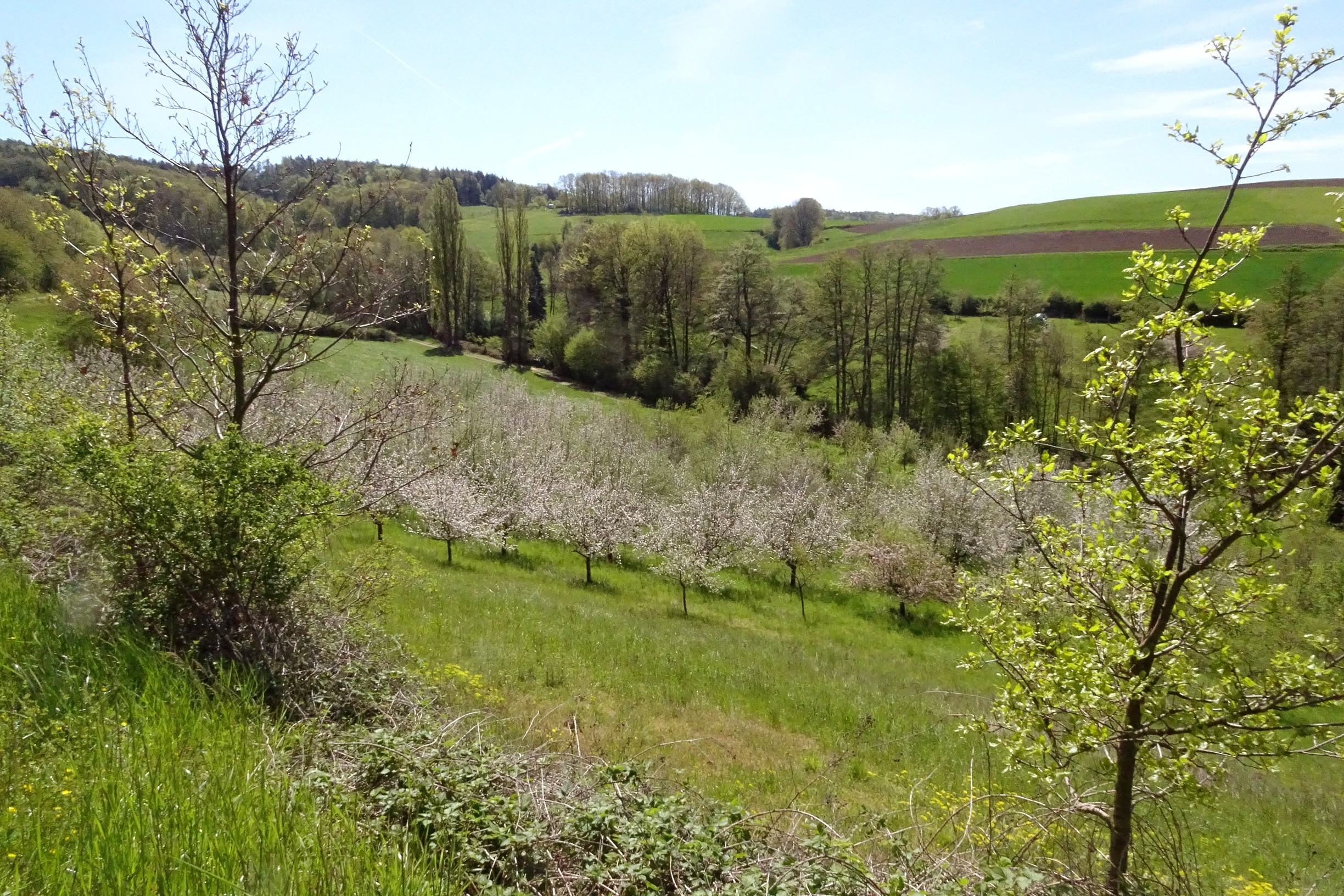
Obstwiesen im Matzbachtal (2021)

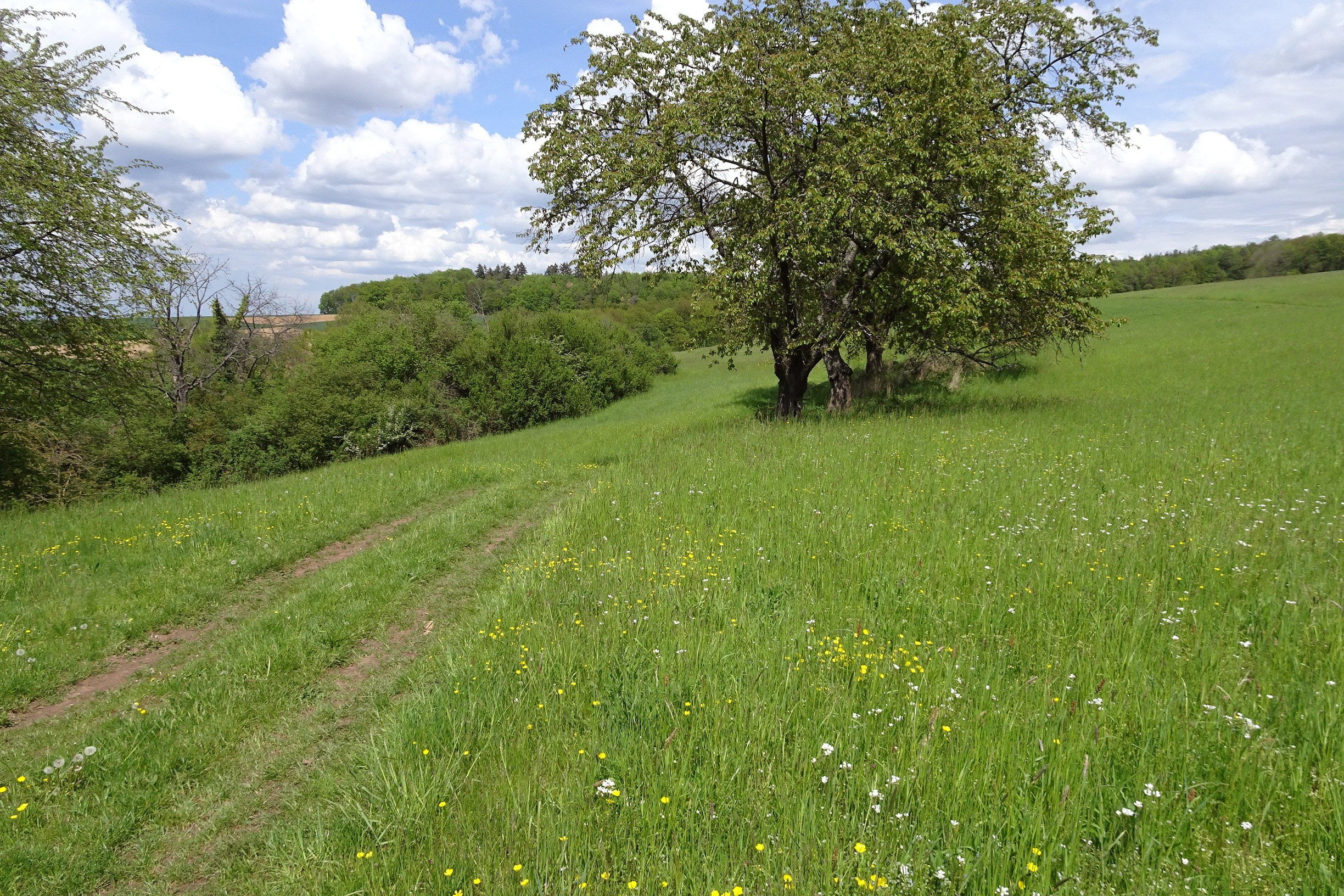
Magerwiesen mit Knöllchen-Steinbrech am Vogelherd (2021)

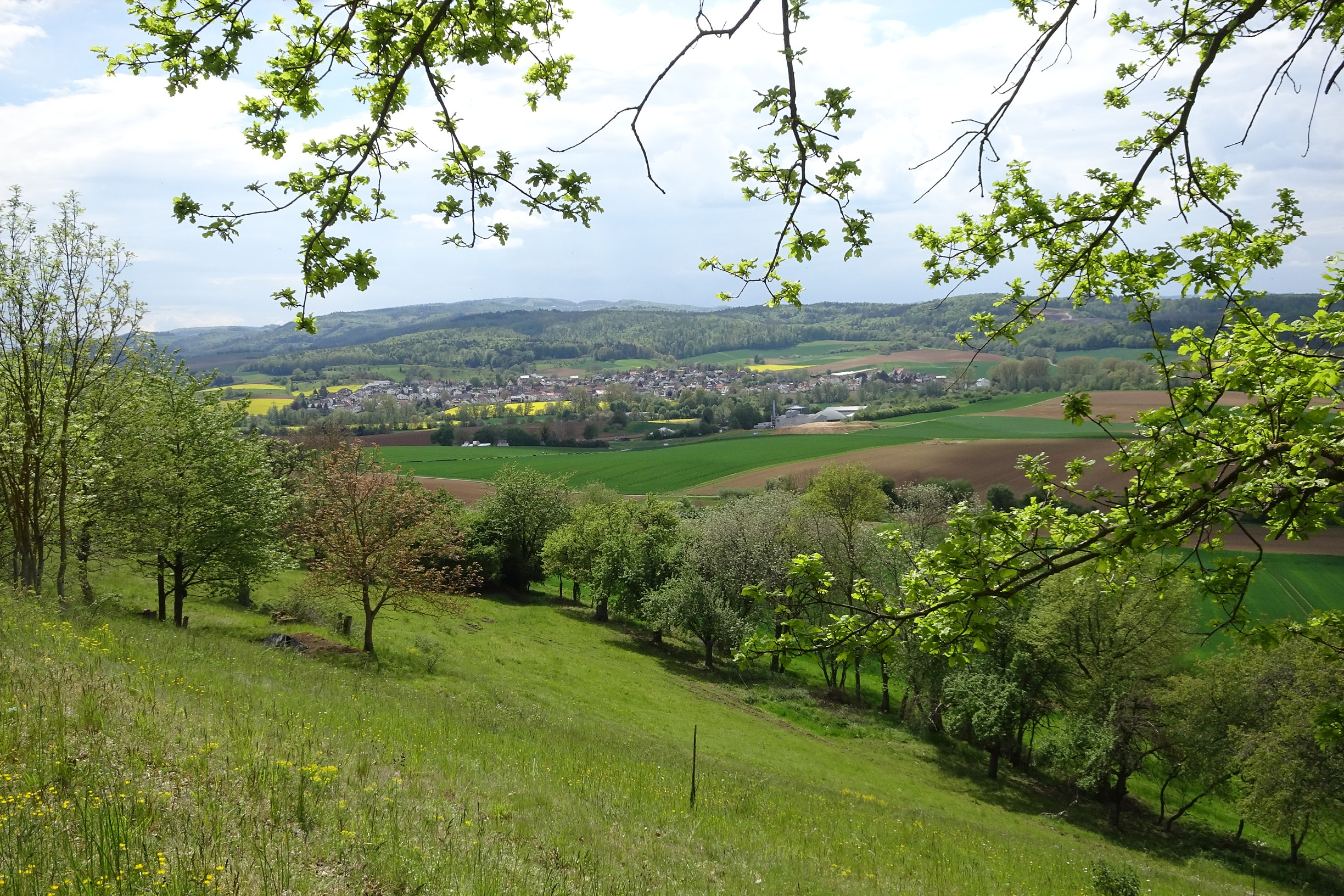
Weideflächen am Vogelherd (2021)

Die Grünlandbereiche östlich von Brensbach sind ein Natura2000-Gebiet in den Gemeinden Brensbach im Odenwaldkreis und  Otzberg im Landkreis Darmstadt-Dieburg, Südhessen. Die Ausweisung als FFH-Gebiet 6219-301 erfolgte mit der Verordnung vom 16. Januar 2008 (geändert am 20. Oktober 2016). Geschützt werden mehrere Hänge und Taleinschnitte mit Grünlandnutzung und Streuobstwiesen. 

## Lage
Das FFH-Gebiet „Grünlandbereiche östlich von Brensbach“ liegt am Übergang des Naturraums Vorderer Odenwald (Teilgebiet Böllsteiner Odenwald) zum Reinheimer Hügelland (Teilgebiet Südliche Reinheimer Buckel). Das Schutzgebiet in den Gemarkungen Brensbach, Höllerbach, Wallbach sowie Ober-Klingen liegt auf 190 bis 290 Meter Meereshöhe und hat eine Fläche von 87,256 Hektar. Es besteht aus vier Teilflächen: Im Osten von Brensbach erstrecken sich die beiden Taleinschnitte der Bäche Brensbach und Matzbach. Die dritte und vierte Teilfläche befinden sich Im Norden von Brensbach am Höhenrücken „Vogelherd“ westlich vom Weiler Mummenroth. Sie umfassen die Westhänge sowie einen kleinen Teil des Osthangs. In der dritten Teilfläche ist das flächenhafte Naturdenkmal „Hohl Felsenwiese am Kalkofen“ enthalten.

## Beschreibung
Das Gebiet besteht aus einem Komplex von Wiesen und Weiden, Streuobstwiesen, Obstbaumreihen, Hecken und Gehölzen sowie Bachtälern. Magere Flachland-Mähwiesen sind besonders in den beiden nördlichen Teilflächen ausgeprägt. Sie werden überwiegend als extensive, zweischürige Mähwiesen genutzt, teilweise auch beweidet. In den östlichen Flächen gibt es sie nur inselartig inmitten von intensiv genutztem Grünland, welches oft überdüngt und artenarm ist.
Am Brensbach und in einem kleinen Bereich am Matzbach finden sich Bestände von bachbegleitendem Auwald (Galeriewald) mit Schwarz-Erle und verschiedenen Weidenarten. Am Oberlauf des Matzbachs südwestlich vom Schaafhof wachsen Schilfrohrbestände und Hochstaudenfluren, im mittleren Bereich dominieren abschnittsweise standortfremde Nadelgehölze und Hybridpappeln.

## Flora und Fauna
In den artenreichen, mageren Flachland-Mähwiesen wachsen Gewöhnlicher Glatthafer, Wiesen-Labkraut, Wiesen-Pippau und Wiesen-Glockenblume, in den nördlichen Teilflächen zudem Wiesensalbei. Typische Magerkeitszeiger sind unter anderem Feld-Hainsimse, Magerwiesen-Margerite, Kleine Bibernelle, Steifhaariger Löwenzahn, Knöllchen-Steinbrech, Kleiner Klappertopf, Kleines Habichtskraut, Zypressen-Wolfsmilch, Mittlerer Wegerich, Knolliger Hahnenfuß, Kleiner Wiesenknopf, Purgier-Lein und Mittleres Zittergras. 
Schutzwürdig ist das Vorkommen des Schmetterlings Russischer Bär, der besonders in der Hochstaudenflur am Matzbach seine Hauptnektarpflanzen Gewöhnlicher Wasserdost und Rossminze findet. Weitere bemerkenswerte Tagfalter sind Kaisermantel, Kleiner Sonnenröschen-Bläuling, Kleiner Perlmuttfalter, Großer Fuchs und Schwalbenschwanz. In den Wiesen sind Feldgrillen und in feuchteren Bereichen Sumpfschrecken heimisch. Auch zahlreiche Vogelarten leben in dem Gebiet.

## Erhaltungs- und Schutzziele
In dem FFH-Gebiet sollen folgende Lebensraumtypen erhalten werden:
- 6510 Magere Flachland-Mähwiesen

Die vorhandenen Auenwälder mit Alnus glutinosa und Fraxinus excelsior (*91E0) sind im Verhältnis zu kleinflächig, um schutzrelevant zu sein. 
Als Erhaltungsziele der Arten nach Anhang II der FFH-Richtlinie werden folgende Tiere  genannt:
- Euplagia quadripunctaria (Russischer Bär oder Spanische Flagge)

## Pflegemaßnahmen
Ein Maßnahmenplan regelt die nötigen Pflegeeingriffe und Bewirtschaftungsweisen. Um die mageren Wiesen zu erhalten, sollten sie mit zweischüriger Mahd und ohne Einsatz von stickstoffhaltigen Düngemitteln bewirtschaftet werden. Zum Schutz des Russischen Bärs ist ein Verbundsystem aus blütenreichen, sonnigen Säumen in Kombination mit schattigen Elementen wie Gehölzen, Waldrändern, Hohl- und Waldwegen zu fördern.

## Beeinträchtigungen
Große Teile des Intensiv-Grünlands im Gebiet sind überdüngt oder überweidet. Dadurch erfolgt auch ein Eintrag von Nährstoffen in die Magerwiesen. An den Bächen breiten sich Stickstoffzeiger wie Große Brennnessel und Kletten-Labkraut aus. Stellenweise überwächst der Neophyt Drüsiges Springkraut die heimischen Stauden der Feuchtbrache.